# Inediti 1975/76 e Materiale per tre esecutori e nastro magnetico
Dedalus è un album dei Dedalus pubblicato nel 1999.

## Tracce
1. Porco - 2:53
2. Saxolanota - 6:15
3. Strango - 4:03
4. Effetto copia - 4:51
5. Scordami - 5:00
6. Ehi Charles - 4:48
7. Concessi sotto forma di - 1:53
8. In pratica è più o meno simile - 5:07
9. Più delicata del suo corpo - 4:45
10. Rumore bianco - Emergenze A - Emergenze B - 7:22
11. Discorso du sue piani - 2:23
12. Spazio di sei note - 5:41
13. Esserci - 7:22
14. La bergera - Con più frequenza - Accordanza - 11:07